# Теория деформаций
Тео́рия деформа́ций — раздел математики, изучающий инфинитезимальные условия, связанные с варьированием решения {\displaystyle P} к другому решению {\displaystyle P_{\varepsilon }}, где {\displaystyle \varepsilon } — малое число или вектор малой величины. Инфинитезимальные условия являются, таким образом, результатом применения подходов дифференциального исчисления к решению задач с граничными условиями.
Некоторые характерные приёмы, используемые в теории: дифференцирование уравнений первого порядка при помощи рассмотрения {\displaystyle \varepsilon } как величины с пренебрежимо малым квадратом; возможность изолированных решений, в которых вариация решения невозможна или не даёт ничего нового; вопрос, когда инфинитезимальные граничные условия на самом деле интегрируемы, то есть их решения дозволяют небольшие вариации. В той или иной форме эти идеи были известны в математике и в физике столетиями. Например, в геометрии чисел известен класс результатов, известных как теоремы об изоляции, с топологической интерпретацией открытой орбиты (действия группы) около данного решения. Теория возмущений также описывает деформации — деформации операторов.

## Деформации комплексных многообразий
Наиболее выдающейся[уточнить] из теорий деформаций является теория деформаций комплексных и алгебраических многообразий. Она была поставлена на твёрдую почву основополагающей работой Кунихико Кодайры и Дональда Спенсера, после того, как техника деформаций имела успех в ещё более смутном опыте итальянской школы алгебраической геометрии. Интуитивно, было бы естественно ожидать, что деформации первого порядка соответствуют касательному пространству Зарисского к пространству модулей. Вообще говоря, дело обстоит куда тоньше.
В случае комплексных кривых можно понять, что комплексная структура на сфере Римана изолирована (нет модулей), в то время как эллиптическая кривая первого рода имеет однопараметрическое семейство комплексных структур, как показывает теория эллиптических функций. Общая же теория Кодаиры-Спенсера определяет как ключ к теории деформаций группу когомологий пучков
{\displaystyle H^{1}(\Theta )},
где {\displaystyle \Theta } обозначает пучок ростков сечений голоморфного касательного расслоения. Существует препятствие в {\displaystyle H^{2}} того же самого пучка, нулевое для кривых из соображений размерности. В случае нулевого рода {\displaystyle H^{1}} также исчезают. Для первого рода размерность равна числу Ходжа {\displaystyle h^{1,0}} которое, соответственно, равно {\displaystyle 1}. Как известно, все кривые первого рода имеют уравнение вида {\displaystyle y^{2}=x^{3}+ax+b}. Они зависят от двух параметров, {\displaystyle a} и {\displaystyle b}, в то время как классы изоморфизма таковых кривых однопараметрические. Следственно, должно существовать уравнение, связывающие эти самые {\displaystyle a} и {\displaystyle b}, которое бы и описывало классы изоморфизма эллиптических кривых. Оказывается, что кривые, для которых {\displaystyle b^{2}a^{-3}} одинаковы, описывают изоморфные кривые, то есть варьирование {\displaystyle a} и {\displaystyle b} — один из способов деформировать структуру кривой {\displaystyle y^{2}=x^{3}+ax+b}, но не все вариации a, {\displaystyle b} меняют класс изоморфизма кривой.
Можно пойти далее, рассматривая случай рода {\displaystyle g>1}, используя двойственность Серра, чтобы связать {\displaystyle H^{1}} с:
{\displaystyle H^{0}(\Omega ^{[2]})},
где {\displaystyle \Omega } — пучок ростков голоморфных сечений кокасательного расслоения, а запись {\displaystyle \Omega ^{[2]}} обозначает тензорный квадрат (а не вторую внешнюю степень). Иначе говоря, деформации управляются квадратичными дифференциалами на комплексной кривой, то есть вновь чем-то классическим. Размерность пространства модулей, называемого в данном случае пространством Тейхмюллера, равна {\displaystyle 3g-3} по теореме Римана — Роха.
Эти примеры очерчивают начала теории, применимой к голоморфным семействам комплексных многообразий произвольной размерности. Дальнейшее развитие её включает перенос этих техник на другие дифференциально-геометрические структуры, приспособление теории Кодаиры — Спенсера к абстрактной алгебраической геометрии Гротендика с последующим прояснением более ранних построений, и теория деформаций других структур, таких, как алгебры.

## Отношение к теории струн
Так называемая гипотеза Делиня, возникающая в контексте алгебр (и когомологий Хохшильда) вызвала интерес к теории деформаций в свете теории струн (грубо говоря, формализуя идею того, что теория струн может быть рассмотрена как деформация теории точечных частиц). Ныне она считается доказанной. Среди прочих, общепринятое доказательство этого факта предложил Максим Концевич.